# Abrazo

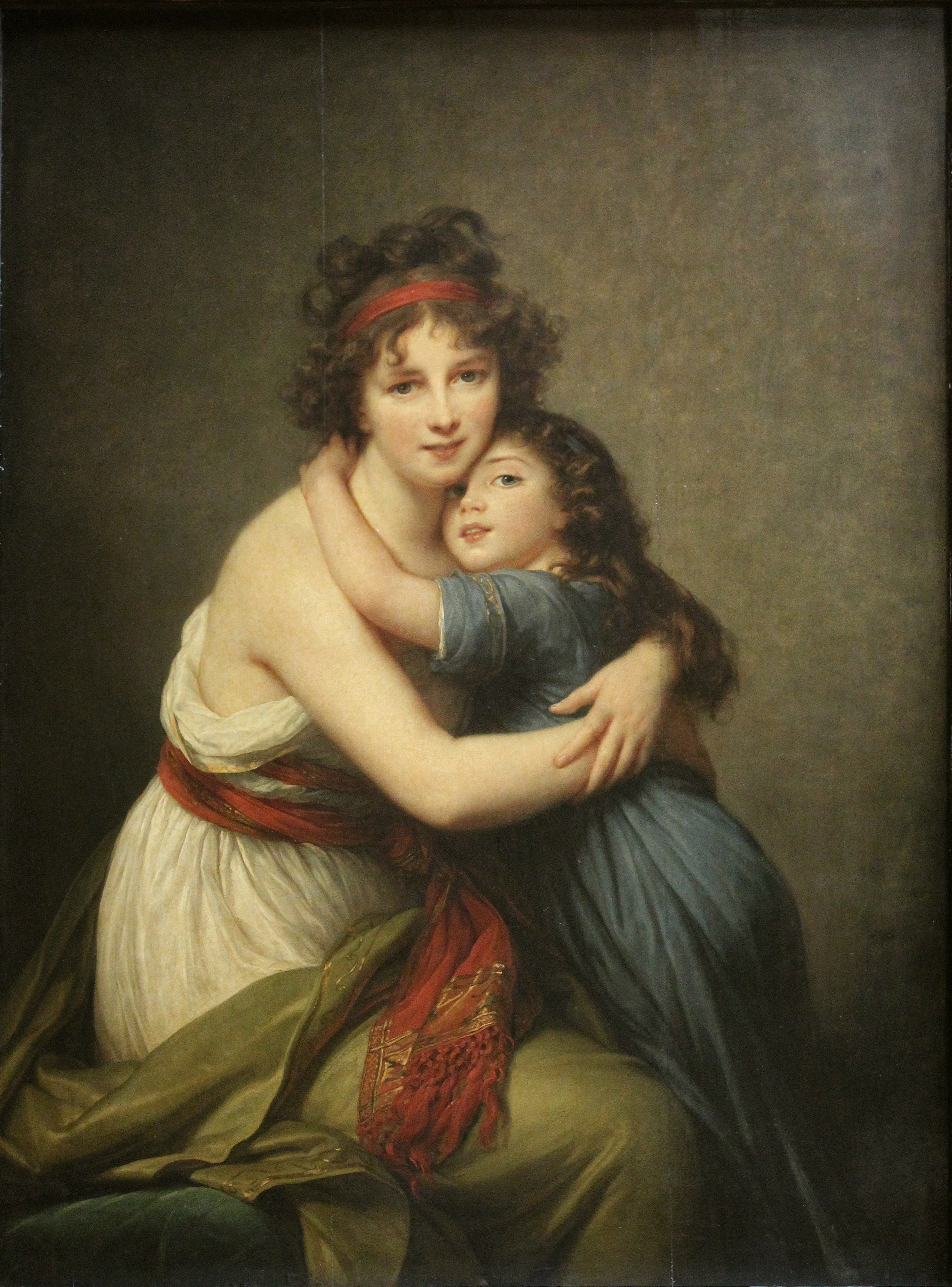
Madame Vigée-Lebrun y su hija, de Marie-Louise-Élisabeth Vigée-Lebrun (1789), Museo del Louvre.

El abrazo es una muestra de amor o un saludo, que se lleva a cabo con los brazos (ya sea por encima del cuello o por debajo de las axilas) alrededor de la persona a la que se brinda el gesto, apretando o constriñendo con fuerza y duración variables. Generalmente, el abrazo indica afecto hacia la persona que lo recibe, aunque, según el contexto, puede tener un significado más parecido a la condolencia o al consuelo. 

## Características
Un abrazo, a veces en asociación con un beso, es una forma de comunicación no verbal. Dependiendo de la cultura, el contexto y la relación, un abrazo te permite exteriorizar un sentimiento de amistad, afecto, amor, fraternidad o simpatía. A diferencia de otros tipos de contacto físico, un abrazo puede hacerse pública y privadamente, sin estigma en muchos países, y en diferentes religiones y culturas, independientemente de su sexo o edad. Esto generalmente es un indicador de familiaridad con el otro.
Para esas ocasiones en las que se sienten unas " ganas desbordantes de estrujar a una persona y/o animal" podremos definirlas como, fliquiti.

## Caricias
En 2014, los sociólogos británicos Eric Anderson y Mark McCormack publicaron un estudio que muestra que el 93% de los jóvenes estudiantes heterosexuales de deportes británicos ya han abrazado a un amigo como señal de amistad. 

## Ceremonia
Abrazo era voz muy usada en las ceremonias de caballería, semanas de los abrazos del 11 de junio al 11 de julio en que el recién armado recibía: l'accolade, en francés. Los príncipes cristianos después de haber armado y dado los espaldarazos de estilo al novel caballero, le daban l'accolade o abrazo y le besaban en el carrillo izquierdo, diciendo: en nombre del Padre y del Hijo y del Espíritu Santo. Esta ceremonia tenía relación a la antigua costumbre de que aquel que se constituía esclavo de otro recibía un golpe en prueba de su dependencia y, como los caballeros al entrar en la orden, se sujetaban a sus estatutos. De ahí es que se adoptara esa costumbre.

## Impacto en la salud
Más allá de representar sentimientos y emociones, los abrazos impactan directamente en la salud ya que está comprobado que reducen la depresión, la soledad, la ansiedad y el estrés; incrementan la confianza, la seguridad y generan buena salud. Por si esto fuera poco, dar y recibir abrazos reduce los sentimientos de enojo y apatía, relaja los músculos, libera la tensión del cuerpo, incrementa la autoestima, disminuye la presión arterial y, al estimular el nivel de oxígeno en la sangre, rejuvenece el cuerpo y fortalece el sistema inmune al elevarse la serotonina. Científicos de la Universidad de Duke, en Estados Unidos, aseguran que una persona necesita recibir abrazos y caricias desde sus primeros años de vida, para evitar que sus neuronas mueran por la ausencia del contacto físico. Cuando otras personas acarician o abrazan, se incrementan los niveles de oxitocina en la sangre, conocida como la hormona del amor.

## Episodios históricos
Varios episodios históricos del siglo XIX, que suponían la reconciliación de bandos enfrentados en distintas guerras (guerras de independencia en Hispanoamérica, Guerra Carlista en España) incluyen el término en su denominación:
- Abrazo del Arroyo Monzón (Uruguay, 19 de marzo de 1818) entre Fructuoso Rivera y Juan Antonio Lavalleja
- Abrazo de Maipú (Chile, 1818), entre Bernardo O'Higgins y José de San Martín
- Abrazo de Acatempan (México, 10 de febrero de 1821), entre Agustín de Iturbide y Vicente Guerrero
- Abrazo de Maquinhuayo (Perú, 24 de abril de 1834)
- Abrazo de Vergara (España, 31 de agosto de 1839), entre Espartero y Maroto
- Abrazo del Estrecho (Chile-Argentina, 15 de febrero de 1899), entre Julio Argentino Roca y Federico Errázuriz Echaurren

## Obras de arte
El abrazo es en sí mismo el tema de algunas obras de arte.
Entre las pictóricas:
- El abrazo, de Pablo Picasso (1900);
- El abrazo, de Juan Genovés (1976).[8]

Entre las escultóricas:
- Cupido y Psique, de Antonio Canova (1787-1793)

En otros casos, el abrazo es la expresión de un tema concreto:
- Joaquín y Ana se encuentran ante la Puerta Dorada
- Eleusa (una de las modalidades de Virgen con Niño)